# Нові Нідерланди
Нові Нідерланди (нід. Nieuw-Nederland, англ. New Netherland, лат. Novum Belgium або лат. Nova Belgica) (1614–1674) — регіон на території східної частини узбережжя Північної Америки в XVII столітті, який простягався від 38 до 45 градусів північної широти.

## Історія
Острів Мангеттен був виявлений голландською Ост-Індською компанією з яхти «Півмісяць» (нід. Halve Maen) під командуванням Генрі Гудзона в 1609 році, і вивчений Адріаном Блоком (Adriaen Block) і Хендріком Крістіансеном (Christiaensz) в 1611—1614 роки. На їхній мапі в 1614 році Генеральні штати включили цю територію як Нові Нідерланди в склад Голландської Республіки. Розвитку колонії сприяло створення Компанії Нових Нідерландів, основними фундаторами якої стали Герріт і Йонас Вітсен, Ламберт ван Твінхаусен, Ганс Клаессон.
За міжнародним правом, претензії на територію необхідно було закріпити не тільки їх виявленням і наданням мап, але також їх заселенням. У травні 1624 року нідерландці завершили свої претензії доправленням і поселенням 30 нідерландських сімей на Noten Eylant, сучасний Говернорс (англ. Governors Island). Головним містом колонії слугував Новий Амстердам. 1664 року губернатор Пітер Стейвесант передав Нові Нідерланди англійцям.

### Історичні мапи регіону

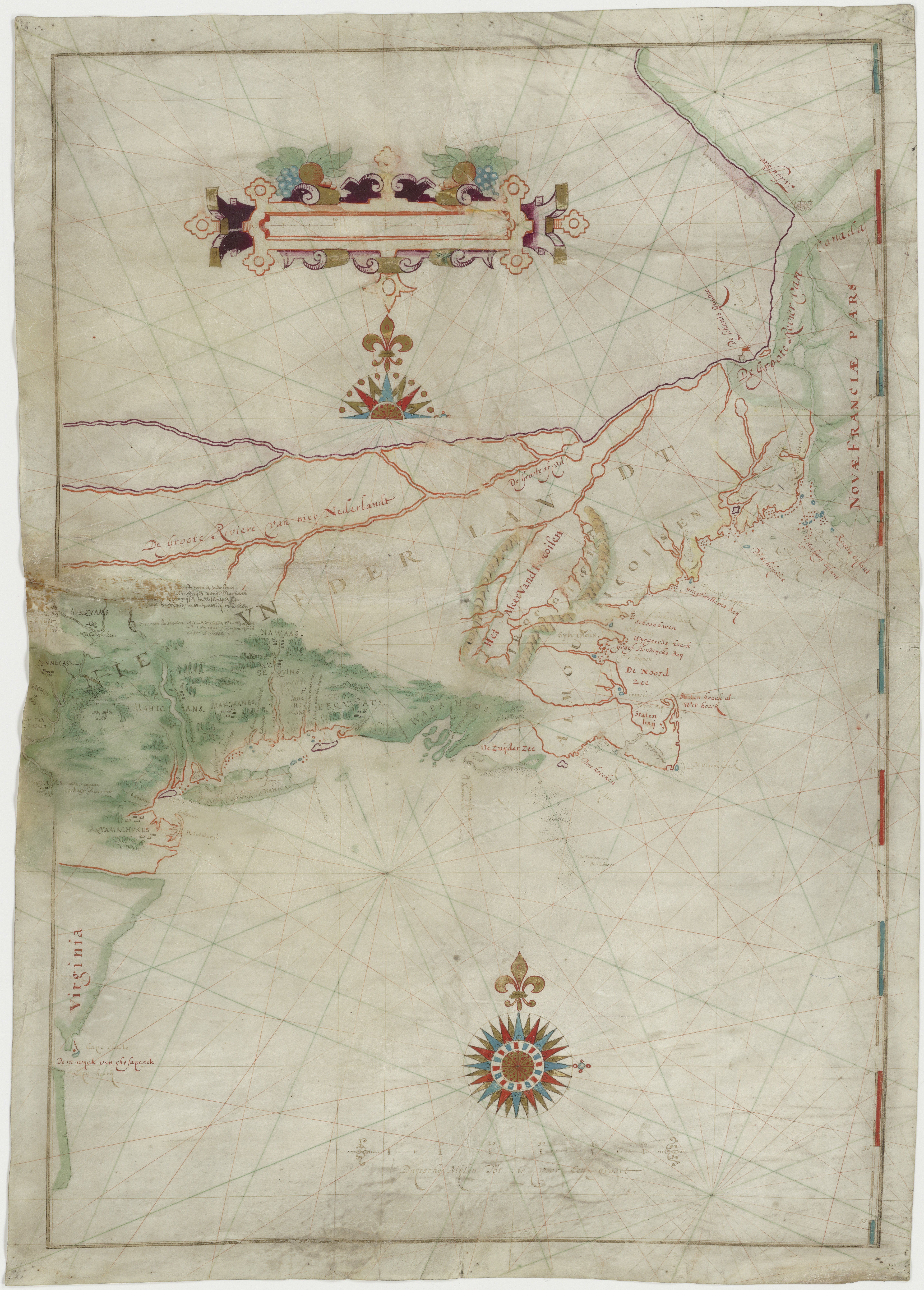
Мапа, заснована на даних експедиції Адріана Блока — перша згадка назви Нові Нідерланди, 1614 рік.
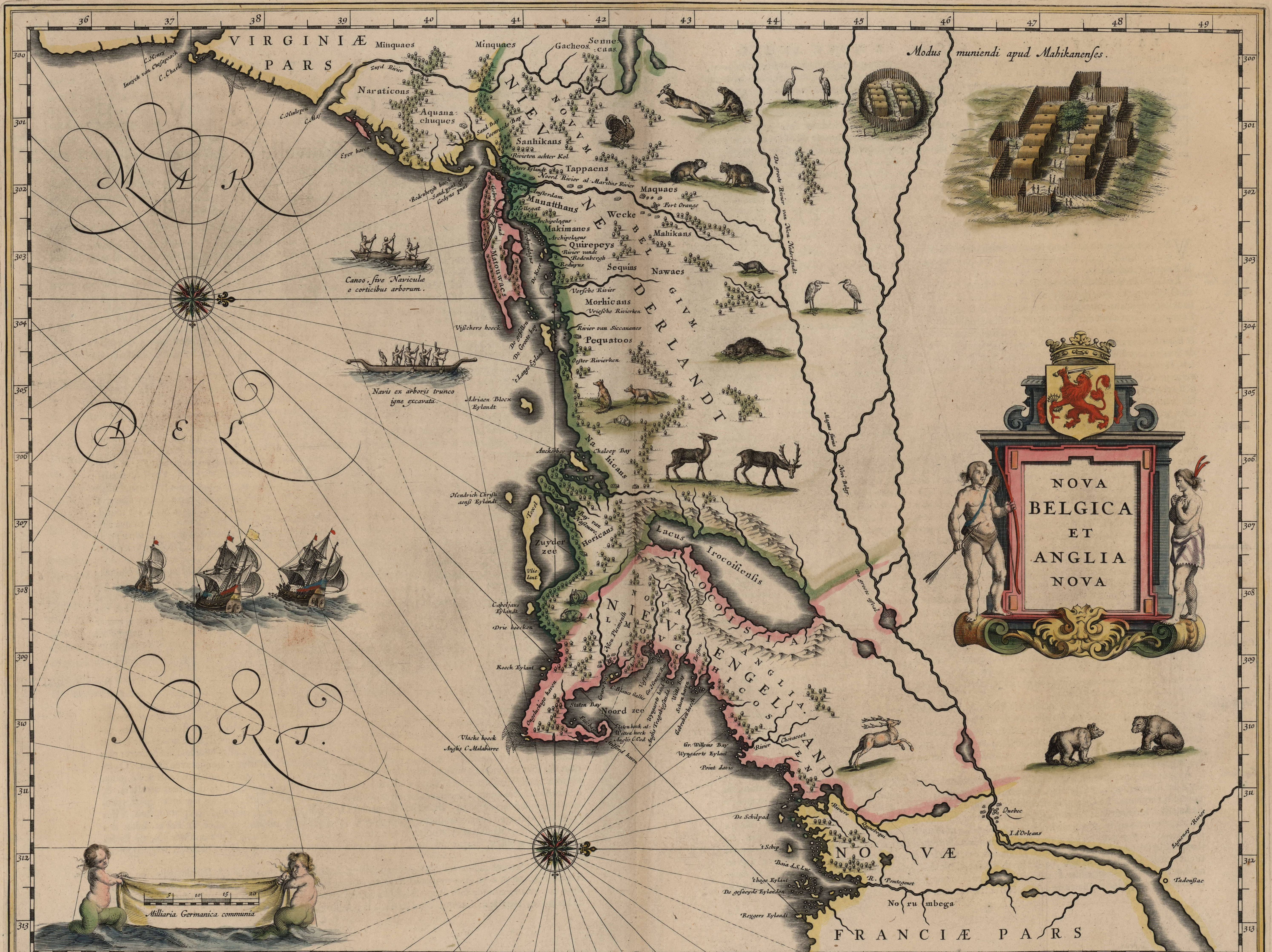
Нові Нідерланди та Нова Англія, 1635 рік

### Колонізація
Населення за роками:
- 1628: 270
- 1630: 300
- 1640: 500
- 1664: 9000 (700 з них були неграми)